# Girls on Fire
Girls on Fire – polski zespół muzyczny, tworzący muzykę z pogranicza pop, gospel i R&B, założony we Wrocławiu w 2013. Trio tworzą Joanna Cholewa, Marta Dzwonkowska i Monika Wiśniowska-Basel.
Uczestniczki trzeciej edycji programu X Factor (2013). Laureatki Nagrody im. Anny Jantar w koncercie „Debiuty” w ramach 55. Krajowego Festiwalu Piosenki Polskiej w Opolu (2018).

## Historia zespołu
Wokalistki zespołu poznały się w 2004 podczas pracy nad spektaklem Baśń o Królowej Śniegu w Teatrze Muzycznym Capitol we Wrocławiu.
Pod koniec 2012 wzięły udział w eliminacjach do trzeciej edycji programu TVN X Factor. W trakcie castingów przed jurorami, rozgrywanymi na początku 2013, zaprezentowały piosenkę Steviego Wondera „AS”. Decyzją jurorów, tj. Czesława Mozila, Kuby Wojewódzkiego i Tatiany Okupnik, przeszły do następnego etapu, tzw. „bootcampu”, w którym zaprezentowały numer Bon Jovi „Livin’ on a Prayer”. Trafiły do grupy „Zespoły”, kierowanej przez Okupnik. W domu jurorskim wykonały piosenkę Selah Sue „This World” i przeszły do etapu odcinków na żywo. Odpadły w piątym odcinku, rozgrywanym 11 maja, zajmując piąte miejsce. W trakcie udziału w konkursie zaśpiewały piosenki, takie jak m.in. „Scream & Shout” Will.i.ama i Britney Spears, „The Final Countdown” Europe, „I Should Be So Lucky” i „Can’t Get You Out of My Head” Kylie Minogue oraz „We Will Rock You” Queen.
Po udziale w konkursie zaczęły regularnie grać koncerty w Polsce. 31 grudnia 2016 uświetniły występem koncert sylwestrowy, transmitowany przez telewizję WP z Rynku we Wrocławiu. Wystąpiły także w ramach The World Games Wrocław 2017, zarówno w strefie kibica, jak i podczas ceremonii zamknięcia igrzysk transmitowanej przez Polsat Sport.
8 marca 2017 wydały swój debiutancki album studyjny, zatytułowany Siła kobiet. W tym samym miesiącu zagrały koncert promocyjny w Muzycznym Studiu Polskiego Radia im. Agnieszki Osieckiej. Płyta promowana była przez single „Kto da więcej?” i „Siła kobiet”, do których zrealizowano teledyski. Za teledysk do singla „Siła kobiet” występująca w nim aktorka Lucyna Szierok otrzymała nominację do nagrody w kategorii „Kreacja aktorska” podczas 26. Yach Film Festiwalu.
W styczniu 2018 z piosenką „Break the Walls”, wydaną także w polskojęzycznej wersji językowej jako „Odnajdziemy się”, wokalistki bez powodzenia zgłosiły się do krajowych eliminacji do 63. Konkursu Piosenki Eurowizji. W maju z utworem „Siła kobiet” zakwalifikowały się do koncertu „Debiuty” w ramach 55. Krajowego Festiwalu Piosenki Polskiej w Opolu. Decyzja festiwalowej rady artystycznej wywołała kontrowersje głównie w prawicowych mediach, które domagały się wykluczenia piosenki z konkursu, ponieważ ta miała być „nieoficjalnym hymnem na czarnych protestach, skupiających zwolenników zabijania dzieci nienarodzonych”, zaś teledysk, autorstwa Dominika Fraja, miał promować dokonywanie aborcji. Zespół wydał oświadczenie, w którym zapewnił, że „nie jest i nigdy nie był związany z żadną opcją polityczną”, piosenka „Siła kobiet” to „zaproszenie do dyskusji”, zaś towarzyszący jej teledysk „jest obrazem historii problemów kobiet na przełomie wieków”. Pomimo złożenia wielu skarg, wokalistki zostały dopuszczone do udziału w konkursie, a 8 czerwca wygrały Nagrodę im. Anny Jantar i statuetkę „Karolinki”, przyznawaną przez jury opolskiego festiwalu. Zdobyły także nagrodę Stowarzyszenia SAWP.

## Dyskografia

### Albumy studyjne
- Siła kobiet (2017)